# 15e étape du Tour d'Italie 2025
Pour un article plus général, voir Tour d'Italie 2025.
La 15e étape du Tour d'Italie 2025 se déroule le dimanche 25 mai 2025 entre Fiume Veneto, en Frioul-Vénétie Julienne et Asiago, en Vénétie, sur une distance de 219 km.

## Parcours
Un peu avant la moitié de cette longue étape, les coureurs abordent pendant 25 kilomètres les pentes du Monte Grappa classé en 1re catégorie. La dernière difficulté du jour est l'ascension de Dori (2e catégorie) dont le sommet est franchi à 27,5 km de l'arrivée à Asiago.

## Déroulement de la course
L'Italien Giulio Ciccone tombé la veille est non partant. Constituée une quinzaine de kilomètres plus tôt, une échappée de onze hommes entame l'ascension du Dori avec une avance supérieure à trois minutes sur le peloton maillot rose. Durant cette montée, l'Espagnol Carlos Verona (Lidl Trek) attaque à 43 kilomètres de l'arrivée et s'isole en tête de la course trois kilomètres plus loin. Il maintient à l'arrivée une avance suffisante sur certains de ses anciens compagnons d'échappée et une petite trentaine de secondes sur le groupe maillot rose pour s'imposer alors que Primož Roglič franchit la ligne d'arrivée avec un retard de près de deux minutes sur le vainqueur.

## Résultats

### Classement de l'étape
| \| Classement de l'étape \| Classement de l'étape \| Classement de l'étape \| Classement de l'étape \| Classement de l'étape \| \| Coureur \| Coureur \| Pays \| Équipe \| Temps \| \| --------------------- \| --------------------- \| --------------------- \| ----------------------------- \| --------------------- \| \| 1er \| Carlos Verona \| Espagne \| Lidl-Trek \| 5 h 15 min 41 s \| \| 2e \| Florian Stork \| Allemagne \| Tudor Pro Cycling Team \| + 22 s \| \| 3e \| Christian Scaroni \| Italie \| XDS Astana Team \| + 23 s \| \| 4e \| Romain Bardet \| France \| Team Picnic-PostNL \| + 23 s \| \| 5e \| Nicolas Prodhomme \| France \| Decathlon-AG2R La Mondiale \| + 23 s \| \| 6e \| Filippo Zana \| Italie \| Team Jayco AlUla \| + 23 s \| \| 7e \| Gianmarco Garofoli \| Italie \| Soudal Quick-Step \| + 26 s \| \| 8e \| Filippo Fiorelli \| Italie \| VF Group-Bardiani CSF-Faizanè \| + 29 s \| \| 9e \| Damiano Caruso \| Italie \| Bahrain Victorious \| + 29 s \| \| 10e \| Max Poole \| Royaume-Uni \| Team Picnic-PostNL \| + 29 s \| |                    |             |                               |                 |
| |                    |             |                               |                 |
| Source : ProCyclingStats |                    |             |                               |                 |
| Classement de l'étape |                    |             |                               |                 |
| Coureur | Coureur            | Pays        | Équipe                        | Temps           |
| 1er | Carlos Verona      | Espagne     | Lidl-Trek                     | 5 h 15 min 41 s |
| 2e | Florian Stork      | Allemagne   | Tudor Pro Cycling Team        | + 22 s          |
| 3e | Christian Scaroni  | Italie      | XDS Astana Team               | + 23 s          |
| 4e | Romain Bardet      | France      | Team Picnic-PostNL            | + 23 s          |
| 5e | Nicolas Prodhomme  | France      | Decathlon-AG2R La Mondiale    | + 23 s          |
| 6e | Filippo Zana       | Italie      | Team Jayco AlUla              | + 23 s          |
| 7e | Gianmarco Garofoli | Italie      | Soudal Quick-Step             | + 26 s          |
| 8e | Filippo Fiorelli   | Italie      | VF Group-Bardiani CSF-Faizanè | + 29 s          |
| 9e | Damiano Caruso     | Italie      | Bahrain Victorious            | + 29 s          |
| 10e | Max Poole          | Royaume-Uni | Team Picnic-PostNL            | + 29 s          |

### Points attribués pour le classement par points
| Sprint intermédiaire San Martino di Colle Umberto (km 29,6) | Sprint intermédiaire San Martino di Colle Umberto (km 29,6) | Sprint intermédiaire San Martino di Colle Umberto (km 29,6) | Sprint intermédiaire San Martino di Colle Umberto (km 29,6) | Sprint intermédiaire San Martino di Colle Umberto (km 29,6) |
| ----------------------------------------------------------- | ----------------------------------------------------------- | ----------------------------------------------------------- | ----------------------------------------------------------- | ----------------------------------------------------------- |
|                                                             | Coureur                                                     | Pays                                                        | Équipe                                                      | Point(s)                                                    |
| 1er                                                         | Mads Pedersen                                               | Danemark                                                    | Lidl - Trek                                                 | 12                                                          |
| 2e                                                          | Jensen Plowright                                            | Australie                                                   | Alpecin - Deceuninck                                        | 8                                                           |
| 3e                                                          | Olav Kooij                                                  | Pays-Bas                                                    | Team Visma \| Lease a Bike                                  | 5                                                           |
| 4e                                                          | Casper van Uden                                             | Pays-Bas                                                    | Team Picnic PostNL                                          | 3                                                           |
| 5e                                                          | Dries De Bondt                                              | Belgique                                                    | Decathlon AG2R La Mondiale Team                             | 1                                                           |
| modifier                                                    |                                                             |                                                             |                                                             |                                                             |

| Sprint intermédiaire Possagno (km 89,8) | Sprint intermédiaire Possagno (km 89,8) | Sprint intermédiaire Possagno (km 89,8) | Sprint intermédiaire Possagno (km 89,8) | Sprint intermédiaire Possagno (km 89,8) |
| --------------------------------------- | --------------------------------------- | --------------------------------------- | --------------------------------------- | --------------------------------------- |
|                                         | Coureur                                 | Pays                                    | Équipe                                  | Point(s)                                |
| 1er                                     | Marco Frigo                             | Italie                                  | Israel - Premier Tech                   | 12                                      |
| 2e                                      | Davide De Pretto                        | Italie                                  | Team Jayco AlUla                        | 8                                       |
| 3e                                      | Jefferson Cepeda                        | Équateur                                | Movistar Team                           | 5                                       |
| 4e                                      | Diego Ulissi                            | Italie                                  | XDS Astana Team                         | 3                                       |
| 5e                                      | Davide Formolo                          | Italie                                  | Movistar Team                           | 1                                       |
| modifier                                |                                         |                                         |                                         |                                         |

| \| Arrivée d'étape Asiago (km 219) \| Arrivée d'étape Asiago (km 219) \| Arrivée d'étape Asiago (km 219) \| Arrivée d'étape Asiago (km 219) \| Arrivée d'étape Asiago (km 219) \| \| ------------------------------- \| ------------------------------- \| ------------------------------- \| --------------------------------- \| ------------------------------- \| \| \| Coureur \| Pays \| Équipe \| Point(s) \| \| 1er \| Carlos Verona \| Espagne \| Lidl - Trek \| 15 \| \| 2e \| Florian Stork \| Allemagne \| Tudor Pro Cycling Team \| 12 \| \| 3e \| Christian Scaroni \| Italie \| XDS Astana Team \| 9 \| \| 4e \| Romain Bardet \| France \| Team Picnic PostNL \| 7 \| \| 5e \| Nicolas Prodhomme \| France \| Decathlon AG2R La Mondiale Team \| 6 \| \| 6e \| Filippo Zana \| Italie \| Team Jayco AlUla \| 5 \| \| 7e \| Gianmarco Garofoli \| Italie \| Soudal Quick-Step \| 4 \| \| 8e \| Filippo Fiorelli \| Italie \| VF Group - Bardiani CSF - Faizanè \| 3 \| \| 9e \| Damiano Caruso \| Italie \| Bahrain - Victorious \| 2 \| \| 10e \| Max Poole \| Grande-Bretagne \| Team Picnic PostNL \| 1 \| \| modifier \| \| \| \| \| |                    |                 |                                   |          |
| Arrivée d'étape Asiago (km 219) |                    |                 |                                   |          |
| | Coureur            | Pays            | Équipe                            | Point(s) |
| 1er | Carlos Verona      | Espagne         | Lidl - Trek                       | 15       |
| 2e | Florian Stork      | Allemagne       | Tudor Pro Cycling Team            | 12       |
| 3e | Christian Scaroni  | Italie          | XDS Astana Team                   | 9        |
| 4e | Romain Bardet      | France          | Team Picnic PostNL                | 7        |
| 5e | Nicolas Prodhomme  | France          | Decathlon AG2R La Mondiale Team   | 6        |
| 6e | Filippo Zana       | Italie          | Team Jayco AlUla                  | 5        |
| 7e | Gianmarco Garofoli | Italie          | Soudal Quick-Step                 | 4        |
| 8e | Filippo Fiorelli   | Italie          | VF Group - Bardiani CSF - Faizanè | 3        |
| 9e | Damiano Caruso     | Italie          | Bahrain - Victorious              | 2        |
| 10e | Max Poole          | Grande-Bretagne | Team Picnic PostNL                | 1        |
| modifier |                    |                 |                                   |          |

### Points attribués pour le classement du meilleur grimpeur
| Muro de Ca' del Poggio (km 45,7) 4e catégorie (1 km à 12,2%) | Muro de Ca' del Poggio (km 45,7) 4e catégorie (1 km à 12,2%) | Muro de Ca' del Poggio (km 45,7) 4e catégorie (1 km à 12,2%) | Muro de Ca' del Poggio (km 45,7) 4e catégorie (1 km à 12,2%) | Muro de Ca' del Poggio (km 45,7) 4e catégorie (1 km à 12,2%) |
| ------------------------------------------------------------ | ------------------------------------------------------------ | ------------------------------------------------------------ | ------------------------------------------------------------ | ------------------------------------------------------------ |
|                                                              | Coureur                                                      | Pays                                                         | Équipe                                                       | Point(s)                                                     |
| 1er                                                          | Nicola Conci                                                 | Italie                                                       | XDS Astana Team                                              | 3                                                            |
| 2e                                                           | Lorenzo Milesi                                               | Italie                                                       | Movistar Team                                                | 2                                                            |
| 3e                                                           | Patrick Konrad                                               | Autriche                                                     | Lidl - Trek                                                  | 1                                                            |
| modifier                                                     |                                                              |                                                              |                                                              |                                                              |

| Monte Grappa (km 129,5) 1re catégorie (25,1 km à 5,7%) | Monte Grappa (km 129,5) 1re catégorie (25,1 km à 5,7%) | Monte Grappa (km 129,5) 1re catégorie (25,1 km à 5,7%) | Monte Grappa (km 129,5) 1re catégorie (25,1 km à 5,7%) | Monte Grappa (km 129,5) 1re catégorie (25,1 km à 5,7%) |
| ------------------------------------------------------ | ------------------------------------------------------ | ------------------------------------------------------ | ------------------------------------------------------ | ------------------------------------------------------ |
|                                                        | Coureur                                                | Pays                                                   | Équipe                                                 | Point(s)                                               |
| 1er                                                    | Lorenzo Fortunato                                      | Italie                                                 | XDS Astana Team                                        | 40                                                     |
| 2e                                                     | Marco Frigo                                            | Italie                                                 | Israel - Premier Tech                                  | 18                                                     |
| 3e                                                     | Christian Scaroni                                      | Italie                                                 | XDS Astana Team                                        | 12                                                     |
| 4e                                                     | Diego Ulissi                                           | Italie                                                 | XDS Astana Team                                        | 9                                                      |
| 5e                                                     | Davide Formolo                                         | Italie                                                 | Movistar Team                                          | 6                                                      |
| 6e                                                     | Nicola Conci                                           | Italie                                                 | XDS Astana Team                                        | 4                                                      |
| 7e                                                     | Bart Lemmen                                            | Pays-Bas                                               | Team Visma \| Lease a Bike                             | 2                                                      |
| 8e                                                     | Einer Rubio                                            | Colombie                                               | Movistar Team                                          | 1                                                      |
| modifier                                               |                                                        |                                                        |                                                        |                                                        |

| \| Dori (km 193) 2e catégorie (16,6 km à 5,3%) \| Dori (km 193) 2e catégorie (16,6 km à 5,3%) \| Dori (km 193) 2e catégorie (16,6 km à 5,3%) \| Dori (km 193) 2e catégorie (16,6 km à 5,3%) \| Dori (km 193) 2e catégorie (16,6 km à 5,3%) \| \| ------------------------------------------- \| ------------------------------------------- \| ------------------------------------------- \| ------------------------------------------- \| ------------------------------------------- \| \| \| Coureur \| Pays \| Équipe \| Point(s) \| \| 1er \| Carlos Verona \| Espagne \| Lidl - Trek \| 18 \| \| 2e \| Filippo Zana \| Italie \| Team Jayco AlUla \| 8 \| \| 3e \| Gianmarco Garofoli \| Italie \| Soudal Quick-Step \| 6 \| \| 4e \| Florian Stork \| Allemagne \| Tudor Pro Cycling Team \| 4 \| \| 5e \| Christian Scaroni \| Italie \| XDS Astana Team \| 2 \| \| 6e \| Romain Bardet \| France \| Team Picnic PostNL \| 1 \| \| modifier \| \| \| \| \| |                    |           |                        |          |
| Dori (km 193) 2e catégorie (16,6 km à 5,3%) |                    |           |                        |          |
| | Coureur            | Pays      | Équipe                 | Point(s) |
| 1er | Carlos Verona      | Espagne   | Lidl - Trek            | 18       |
| 2e | Filippo Zana       | Italie    | Team Jayco AlUla       | 8        |
| 3e | Gianmarco Garofoli | Italie    | Soudal Quick-Step      | 6        |
| 4e | Florian Stork      | Allemagne | Tudor Pro Cycling Team | 4        |
| 5e | Christian Scaroni  | Italie    | XDS Astana Team        | 2        |
| 6e | Romain Bardet      | France    | Team Picnic PostNL     | 1        |
| modifier |                    |           |                        |          |

### Points attribués pour le classement des sprints intermédiaires
| \| Red Bull KM Sprint Enego (km 185,8) \| Red Bull KM Sprint Enego (km 185,8) \| Red Bull KM Sprint Enego (km 185,8) \| Red Bull KM Sprint Enego (km 185,8) \| Red Bull KM Sprint Enego (km 185,8) \| \| ----------------------------------- \| ----------------------------------- \| ----------------------------------- \| ----------------------------------- \| ----------------------------------- \| \| \| Coureur \| Pays \| Équipe \| Point(s) \| \| 1er \| Carlos Verona \| Espagne \| Lidl - Trek \| 15 \| \| 2e \| Gianmarco Garofoli \| Italie \| Soudal Quick-Step \| 8 \| \| 3e \| Filippo Zana \| Italie \| Team Jayco AlUla \| 5 \| \| 4e \| Marco Frigo \| Italie \| Israel - Premier Tech \| 3 \| \| 5e \| Romain Bardet \| France \| Team Picnic PostNL \| 1 \| \| modifier \| \| \| \| \| |                    |         |                       |          |
| Red Bull KM Sprint Enego (km 185,8) |                    |         |                       |          |
| | Coureur            | Pays    | Équipe                | Point(s) |
| 1er | Carlos Verona      | Espagne | Lidl - Trek           | 15       |
| 2e | Gianmarco Garofoli | Italie  | Soudal Quick-Step     | 8        |
| 3e | Filippo Zana       | Italie  | Team Jayco AlUla      | 5        |
| 4e | Marco Frigo        | Italie  | Israel - Premier Tech | 3        |
| 5e | Romain Bardet      | France  | Team Picnic PostNL    | 1        |
| modifier |                    |         |                       |          |

### Bonifications
|   | Coureur            | Pays    | Équipe            | Secondes |
| - | ------------------ | ------- | ----------------- | -------- |
| 1 | Carlos Verona      | Espagne | Lidl - Trek       | 6 s      |
| 2 | Gianmarco Garofoli | Italie  | Soudal Quick-Step | 4 s      |
| 3 | Filippo Zana       | Italie  | Team Jayco AlUla  | 2 s      |

|   | Coureur           | Pays      | Équipe                 | Secondes |
| - | ----------------- | --------- | ---------------------- | -------- |
| 1 | Carlos Verona     | Espagne   | Lidl - Trek            | 10 s     |
| 2 | Florian Stork     | Allemagne | Tudor Pro Cycling Team | 6 s      |
| 3 | Christian Scaroni | Italie    | XDS Astana Team        | 4 s      |

## Classements à l'issue de l'étape

### Classement général
| \| Classement général \| Classement général \| Classement général \| Classement général \| Classement général \| \| Coureur \| Coureur \| Pays \| Équipe \| Temps \| \| ------------------ \| ------------------ \| ------------------ \| -------------------------- \| ------------------ \| \| 1er \| Isaac Del Toro \| Mexique \| UAE Team Emirates XRG \| 55 h 54 min 04 s \| \| 2e \| Simon Yates \| Royaume-Uni \| Team Visma \\| Lease a Bike \| + 1 min 20 s \| \| 3e \| Juan Ayuso \| Espagne \| UAE Team Emirates XRG \| + 1 min 26 s \| \| 4e \| Richard Carapaz \| Équateur \| EF Education-EasyPost \| + 2 min 07 s \| \| 5e \| Derek Gee \| Canada \| Israel-Premier Tech \| + 2 min 54 s \| \| 6e \| Damiano Caruso \| Italie \| Bahrain Victorious \| + 2 min 55 s \| \| 7e \| Antonio Tiberi \| Italie \| Bahrain Victorious \| + 3 min 02 s \| \| 8e \| Egan Bernal \| Colombie \| Ineos Grenadiers \| + 3 min 38 s \| \| 9e \| Thymen Arensman \| Pays-Bas \| Ineos Grenadiers \| + 3 min 45 s \| \| 10e \| Primož Roglič \| Slovénie \| Red Bull-Bora-Hansgrohe \| + 3 min 53 s \| |                 |             |                            |                  |
| |                 |             |                            |                  |
| Source : ProCyclingStats |                 |             |                            |                  |
| Classement général |                 |             |                            |                  |
| Coureur | Coureur         | Pays        | Équipe                     | Temps            |
| 1er | Isaac Del Toro  | Mexique     | UAE Team Emirates XRG      | 55 h 54 min 04 s |
| 2e | Simon Yates     | Royaume-Uni | Team Visma \| Lease a Bike | + 1 min 20 s     |
| 3e | Juan Ayuso      | Espagne     | UAE Team Emirates XRG      | + 1 min 26 s     |
| 4e | Richard Carapaz | Équateur    | EF Education-EasyPost      | + 2 min 07 s     |
| 5e | Derek Gee       | Canada      | Israel-Premier Tech        | + 2 min 54 s     |
| 6e | Damiano Caruso  | Italie      | Bahrain Victorious         | + 2 min 55 s     |
| 7e | Antonio Tiberi  | Italie      | Bahrain Victorious         | + 3 min 02 s     |
| 8e | Egan Bernal     | Colombie    | Ineos Grenadiers           | + 3 min 38 s     |
| 9e | Thymen Arensman | Pays-Bas    | Ineos Grenadiers           | + 3 min 45 s     |
| 10e | Primož Roglič   | Slovénie    | Red Bull-Bora-Hansgrohe    | + 3 min 53 s     |

### Classement par points
| Classement par points | Classement par points | Classement par points | Classement par points      | Classement par points |
| Coureur               | Coureur               | Pays                  | Équipe                     | Points                |
| --------------------- | --------------------- | --------------------- | -------------------------- | --------------------- |
| 1er                   | Mads Pedersen         | Danemark              | Lidl-Trek                  | 240 pts               |
| 2e                    | Olav Kooij            | Pays-Bas              | Team Visma \| Lease a Bike | 135 pts               |
| 3e                    | Casper van Uden       | Pays-Bas              | Team Picnic-PostNL         | 88 pts                |
| 4e                    | Isaac Del Toro        | Mexique               | UAE Team Emirates XRG      | 80 pts                |
| 5e                    | Wout van Aert         | Belgique              | Team Visma \| Lease a Bike | 78 pts                |
| 6e                    | Orluis Aular          | Venezuela             | Movistar Team              | 67 pts                |
| 7e                    | Alessandro Tonelli    | Italie                | Team Polti VisitMalta      | 64 pts                |
| 8e                    | Kaden Groves          | Australie             | Alpecin-Deceuninck         | 63 pts                |
| 9e                    | Kasper Asgreen        | Danemark              | EF Education-EasyPost      | 60 pts                |
| 10e                   | Richard Carapaz       | Équateur              | EF Education-EasyPost      | 52 pts                |

### Classement de la montagne
| Classement de la montagne | Classement de la montagne | Classement de la montagne | Classement de la montagne     | Classement de la montagne |
| Coureur                   | Coureur                   | Pays                      | Équipe                        | Points                    |
| ------------------------- | ------------------------- | ------------------------- | ----------------------------- | ------------------------- |
| 1er                       | Lorenzo Fortunato         | Italie                    | XDS Astana Team               | 197 pts                   |
| 2e                        | Juan Ayuso                | Espagne                   | UAE Team Emirates XRG         | 54 pts                    |
| 3e                        | Manuele Tarozzi           | Italie                    | VF Group-Bardiani CSF-Faizanè | 50 pts                    |
| 4e                        | Paul Double               | Royaume-Uni               | Team Jayco AlUla              | 36 pts                    |
| 5e                        | Christian Scaroni         | Italie                    | XDS Astana Team               | 31 pts                    |
| 6e                        | Isaac Del Toro            | Mexique                   | UAE Team Emirates XRG         | 31 pts                    |
| 7e                        | Pello Bilbao              | Espagne                   | Bahrain Victorious            | 29 pts                    |
| 8e                        | Nairo Quintana            | Colombie                  | Movistar Team                 | 28 pts                    |
| 9e                        | Diego Ulissi              | Italie                    | XDS Astana Team               | 26 pts                    |
| 10e                       | Sylvain Moniquet          | Belgique                  | Cofidis                       | 22 pts                    |

### Classement du meilleur jeune
| Classement du meilleur jeune | Classement du meilleur jeune | Classement du meilleur jeune | Classement du meilleur jeune | Classement du meilleur jeune |
| Coureur                      | Coureur                      | Pays                         | Équipe                       | Temps                        |
| ---------------------------- | ---------------------------- | ---------------------------- | ---------------------------- | ---------------------------- |
| 1er                          | Isaac Del Toro               | Mexique                      | UAE Team Emirates XRG        | 55 h 54 min 04 s             |
| 2e                           | Juan Ayuso                   | Espagne                      | UAE Team Emirates XRG        | + 1 min 26 s                 |
| 3e                           | Antonio Tiberi               | Italie                       | Bahrain Victorious           | + 3 min 02 s                 |
| 4e                           | Davide Piganzoli             | Italie                       | Team Polti VisitMalta        | + 5 min 11 s                 |
| 5e                           | Max Poole                    | Royaume-Uni                  | Team Picnic-PostNL           | + 5 min 51 s                 |
| 6e                           | Giulio Pellizzari            | Italie                       | Red Bull-Bora-Hansgrohe      | + 6 min 31 s                 |
| 7e                           | Embret Svestad-Bårdseng      | Norvège                      | Arkéa-B&B Hotels             | + 18 min 47 s                |
| 8e                           | Marco Frigo                  | Italie                       | Israel-Premier Tech          | + 27 min 32 s                |
| 9e                           | Edoardo Zambanini            | Italie                       | Bahrain Victorious           | + 35 min 17 s                |
| 10e                          | Gianmarco Garofoli           | Italie                       | Soudal Quick-Step            | + 45 min 24 s                |

### Classement par équipes
| Classement par équipes | Classement par équipes     | Classement par équipes | Classement par équipes |
| Équipe                 | Équipe                     | Pays                   | Temps                  |
| ---------------------- | -------------------------- | ---------------------- | ---------------------- |
| 1re                    | UAE Team Emirates XRG      | Émirats arabes unis    | 167 h 41 min 42 s      |
| 2e                     | Bahrain-Victorious         | Bahreïn                | + 22 min 56 s          |
| 3e                     | XDS Astana Team            | Kazakhstan             | + 31 min 23 s          |
| 4e                     | Team Visma \| Lease a Bike | Pays-Bas               | + 35 min 38 s          |
| 5e                     | Red Bull-BORA-hansgrohe    | Allemagne              | + 38 min 25 s          |
| 6e                     | Movistar Team              | Espagne                | + 39 min 50 s          |
| 7e                     | Ineos Grenadiers           | Royaume-Uni            | + 54 min 39 s          |
| 8e                     | EF Education-EasyPost      | États-Unis             | + 1 h 04 min 09 s      |
| 9e                     | Team Jayco AlUla           | Australie              | + 1 h 08 min 29 s      |
| 10e                    | Israel-Premier Tech        | Israël                 | + 1 h 10 min 29 s      |

## Abandons
- 111 -  Giulio Ciccone (Lidl-Trek) : non-partant

## Sanctions
| Coureur        | Équipe                            | Sanctions                          | Raison |
| -------------- | --------------------------------- | ---------------------------------- | --- |
| Patrick Konrad | Lidl - Trek                       | 200 CHF d'amende.                  | Art. 2.12.007 8.6 "Comportement inconvenant ou déplacé (notamment, se déshabiller ou uriner en public au départ, à l’arrivée ou au cours de la course) et dommages à l’image du sport." |
| Wout van Aert  | Team Visma \| Lease a Bike        | 200 CHF d'amende.                  | Art. 2.12.007 8.6 "Comportement inconvenant ou déplacé (notamment, se déshabiller ou uriner en public au départ, à l’arrivée ou au cours de la course) et dommages à l’image du sport." |
| Carlos Verona  | Lidl - Trek                       | - 25 points UCI. 500 CHF d'amende. | Art. 2.12.007 8.3 "Coureur ou membre d’une équipe se débarrassant sans précaution d’un déchet ou de tout autre objet en dehors des zones de déchets, ou ne les retournant pas à un membre de l’organisation ou d’une équipe ou ne collectant pas des déchets leurs ayant été confiés ou jet à un spectateur. Se débarrasser d’un déchet ou de tout autre objet de manière dangereuse ou sans précaution (exemples : bidon ou autre objet rebondissant ou restant sur la chaussée, jet en direction d’un spectateur ou avec une force excessive, jet causant une manœuvre dangereuse d’un coureur ou d’un véhicule, jet causant le déplacement d’un spectateur sur la chaussée)." |
|                | VF Group - Bardiani CSF - Faizanè | 200 CHF d'amende.                  | Art. 2.12.007 8.1 "Non-respect des instructions de l’organisateur ou des commissaires." |